# Darryl Beamish

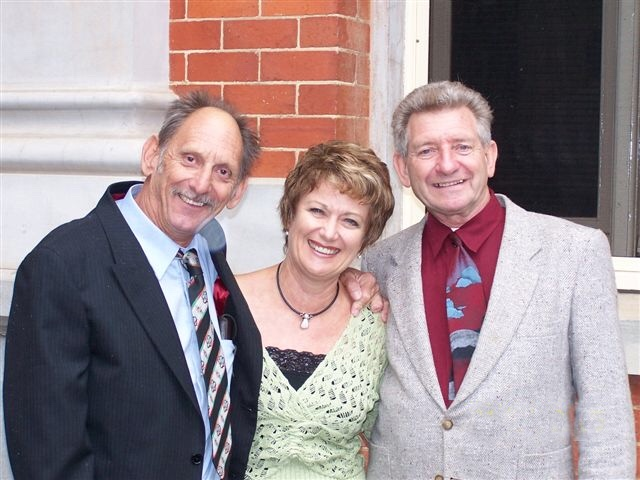
Darryl Beamish (esquerda) ,Estelle Blackburn (centro) e John Button (Direita)

Darryl Beamish foi um surdo que passou indevidamente 16 anos de prisão, por alegado assassinato.
Sua convicção causou preocupação nos círculos jurídicos durante algum tempo. O professor de jurisprudência, Peter Brett, escreveu um livro curto, em 1966, alegando que o caso Beamish era um "monstruoso desvio do princípio de justiça". Beamish escapou à morte. Mais recentemente, uma jornalista do Perth, Estelle Blackburn, descobriu novas provas, em seu livro Broken Lives que levaram o derrube das convicções de ambos Beamish e John Button.